# Johannes Praetorius (Schriftsteller)

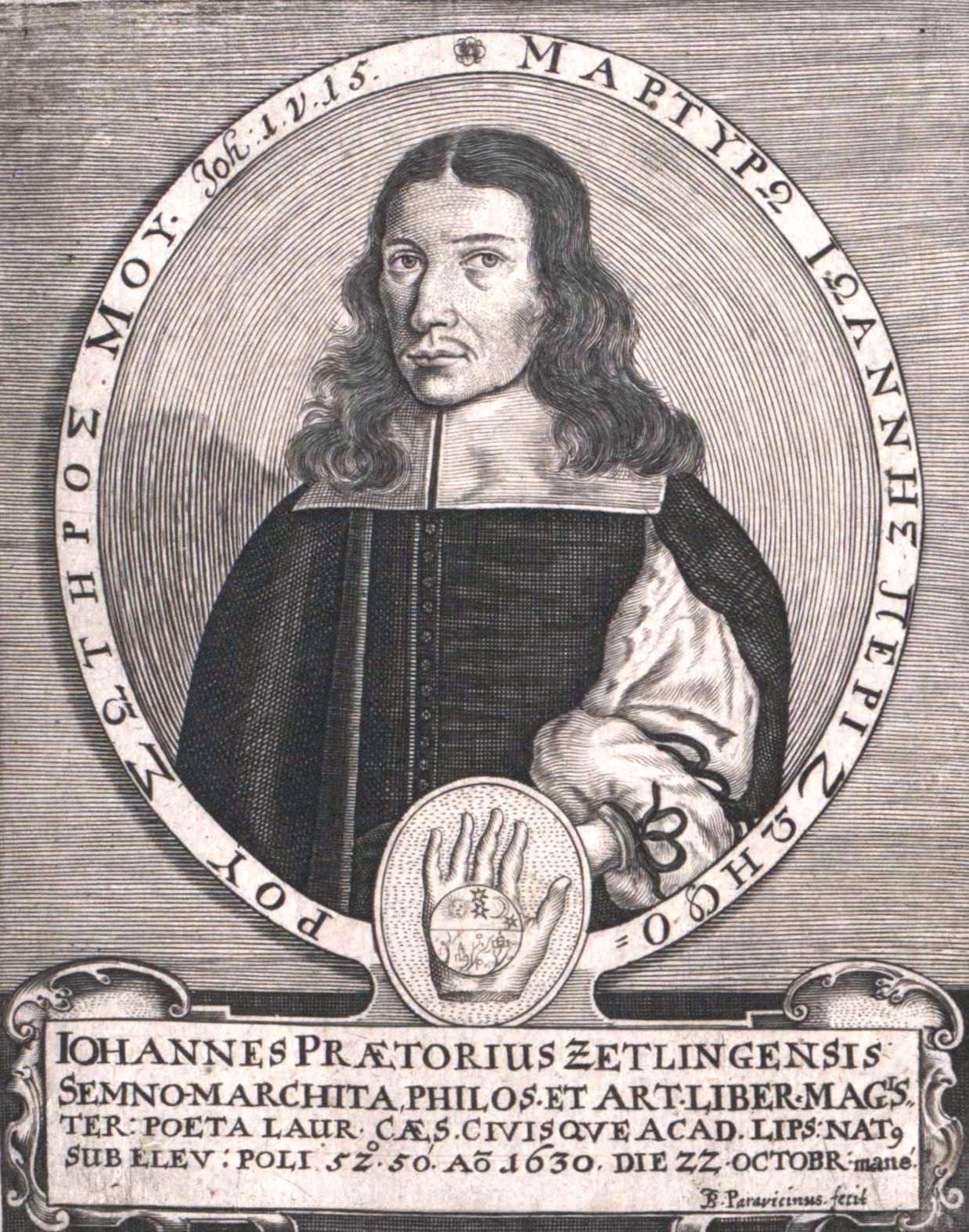
Johannes Praetorius, Stich von Johann Baptist Paravicinus

Johannes Praetorius (genannt Praetorius Zetlingensis zur Unterscheidung von anderen Trägern gleichen Namens; wirklicher Name Hans Schultze; * 22. Oktober 1630 in Zethlingen/Altmark; † 25. Oktober 1680 in Leipzig) war ein deutscher Schriftsteller, Polyhistor und Kompilator. Für die Nachwelt wurde er unvergesslich vor allem durch seine Sammlung der Rübezahl-Sagen.

## Leben
Johannes Praetorius war ein Sohn des in Zethlingen in der Altmark tätigen Gastwirts Joachim Schultze († 9. Oktober 1634) und der Ilse geb. Books († 1663/64), die im Mai 1635 Hans Schultz († 8. Januar 1687), wohl ein Verwandter ihres verstorbenen Ehemanns, zum zweiten Gemahl nahm. Bereits in seiner Kindheit erlebte Johannes Praetorius die Schrecken des Dreißigjährigen Kriegs mit. Er flüchtete mit seiner Familie 1636 vor den nach Sachsen und Schlesien eingedrungenen schwedischen Militärverbänden, während sein väterliches Gehöft niedergebrannt wurde. 1640 kam er nach Salzwedel und besuchte dort zuerst die Grundschule, ab Dezember 1641 die altstädtische Schule unter dem Rektor Blumenthal sowie ab März 1644 die Neustädter Schule unter dem Rektor Johann Georgius, den er als seinen hervorragendsten Lehrer rühmte. Ende März 1650 verließ er Salzwedel und begab sich nach Halle (Saale), um dort das von Christian Friedrich Franckenstein geleitete lutherische Gymnasium zu absolvieren.
Als Franckenstein 1652 nach Leipzig zurückkehrte, scheint Praetorius ihm gefolgt zu sein, da er sich unter dem Namen Zedlinga-Palaeo-Marchicus im Herbst 1652 an der Artistenfakultät der dortigen Universität immatrikulierte. Seine wichtigsten Lehrer an dieser Hochschule waren der Philosoph Jakob Thomasius, der Dialektiker Friedrich Rappolt sowie der Naturwissenschaftler Philipp Müller. 1654 erreichte er den Grad eines Baccalaureus artium und hielt im Dezember dieses Jahres dazu seine Disputation Philologico-historicum schediasma de bruma (gedruckt 1667), in der er die Wintersonnenwende und die mit ihr zusammenhängenden Bräuche behandelte. Damals trug er auch ein 1662 gedrucktes lateinisches Gedicht öffentlich vor. Im Januar 1655 erlangte Praetorius die Magisterwürde und verteidigte sie Anfang des Sommersemesters 1656 in der Disputation De crotalistria, tepidi temporis hospita, in der er, von einem Ausdruck des Aristoteles ausgehend, die Ansicht vertrat, dass der Storch im Winter in Sümpfen und Klüften lebe.
Spätestens ab 1658 wohnte Praetorius bis zu seinem Tod meist im Kollegium Paulinum der Universität Leipzig. 1659 wurde ihm der Titel Poeta Laureatus Caesareus beigelegt. An seiner Hochschule hielt er im Zeitraum von 1658 bis 1661 bezeugte Vorlesungen über Chiromantie. Er dürfte aber keine universitären Positionen innegehabt haben. Im Juni 1659 heiratete er Barbara, die Tochter des Röhrmeisters Vater in Saalfeld. Aus der Ehe gingen die beiden Töchter Johanna Susanne (* 22. Oktober 1660) und Barbara Elisabeth (* 3. August 1662) hervor. Im Juni 1663 ist ein Besuch von Praetorius in seiner Heimat belegt. In den 1660er Jahren bezog er sein Einkommen wohl aus literarischen Arbeiten, später aus anderen Quellen. Am 25. Oktober 1680 starb er im Alter von 50 Jahren an der damals in Leipzig wütenden Pest.
Bei der seit Karl Goedeke tradierten Aussage, Praetorius habe unter dem Dichternamen Prophulidor Johann Rists „Elbschwanenorden“ angehört, handelt es sich um eine Verwechslung mit einem Namensvetter. Von Prophulidor sind drei Preisgedichte überliefert, über sein Leben ist jedoch sonst wenig bekannt; er soll aus Zittau oder aus Eibau stammen.

## Werk
Johannes Praetorius verfasste zahlreiche Werke, die der Kuriositäten-Literatur zugerechnet werden. Seine Schriften gab er teils unter seinem eigenen Namen, teils unter verschiedenen Pseudonymen wie beispielsweise Petrus Hilarius oder Johann Richter, teils auch anonym heraus. Als Polyhistor zeigte er Interesse für unterschiedliche Themen und stützte sich bei der Erstellung seiner Schriften auf viele Werke antiker bis zeitgenössischer Autoren, aber auch auf mündliche Mitteilungen und Gerüchte. In Anlehnung an seine universitäre Vorlesungstätigkeit schrieb er Anleitungen zur Handlesekunst (u. a. Eine Zigeuner-Karte oder Chiromanten-Spiel, Nürnberg 1659). Ferner verfasste er prognostische Schriften und zur Prodigienliteratur gerechnete Bücher. Diese entstanden im Zusammenhang mit um das Jahr 1666 kursierenden, u. a. durch Kometen-Erscheinungen verursachte Endzeiterwartungen. So publizierte er Schriften über aktuell gesichtete Kometen mit Informationen zu deren Orbit, etwa über den Anfang 1665 beobachteten Kometen (Bellerophon vvlnerandorum: Das ist: Der neulichste und ungeheure Wunder-Comet …, Leipzig 1665). Auch auf zeitgenössische politische Vorkommnisse ging er ein; hierbei veröffentlichte er u. a. in Bezug auf den Türkenkrieg 1663/1664 Prophezeiungen und „kabbalistische Schlüsse“ zur endgültigen Besiegung der osmanischen Streitkräfte (Katastrophe Muhammetica, Leipzig 1664). Praetorius schrieb auch Wundererzählungen (Deutsch-Landes Neue Wunder-Chronik, 1678), Schriften über abergläubische Vorstellungen und Bräuche wie Apocalypsis mysteriorum Cybeles … (1662) über Schwangerschafts- und Kindbettbräuche sowie umfangreiche Kompilationen wie Blockes-Berges Verrichtung … (Leipzig 1668), eine Zusammenstellung geläufiger Hexenliteratur. Zu der letztgenannten Gruppe von Praetorius’ Werken, die auch am meisten rezipiert wurde, gehören vor allem seine Kompilationen von rund 250 Sagen über den schlesischen Berggeist Rübezahl (u. a. Daemonologia Rubinzalii silesii …, 3 Bände, Leipzig 1662-65). Auch über lustige Streiche des vogtländischen Kobolds Katzenveit berichtete Praetorius in einer eigenen Schrift (Ein gründlicher Bericht. Vom Schnackischen Katzen-Veite … im Voigtlande …., Zwickau 1665).
Durch die Demonstration seiner Beherrschung der Zahlenmystik und das Einfügen lateinsprachiger Absätze oder Wörter in seine ansonsten in deutscher Sprache geschriebenen Werke, die für ein entsprechendes Lesepublikum bestimmt waren, suchte Praetorius den Eindruck wissenschaftlicher Fachkompetenz hervorzurufen. Auch hob er seine Belesenheit hervor. Hinsichtlich des Übernatürlichen und Wunderbaren war er dem elitären Magiewissen seiner Zeit verpflichtet, das etwa in Bezügen zur erwarteten Endzeit in das protestantische Glaubenssystem eingepasst war. Hexen und Werwölfe hielt Praetorius dementsprechend für Werke des Teufels. Eher aus aufklärerischer Distanz berichtete er über Glaubensvorstellungen gering gebildeter Volksgruppen sowie deren Anwendung kirchlicher Schutzbräuche, etwa das Tragen von Amuletten, vor Schadenzauber. Neue Erkenntnisse der an Bedeutung zunehmenden Naturwissenschaften, etwa chemische Begründungen für die Entstehung des Irrlichts, griff Praetorius nur in geringem Umfang auf. Anscheinend vermochte er seinen Lesern das Gefühl zu geben, dass sie durch die Lektüre seiner Schriften in das elitäre Magiewissen eingeweiht würden und gleichzeitig den Glaubensanschauungen der niedrigen Volksschichten überlegen wären. Hierdurch übten seine Werke wohl Anziehungskraft auf das lesebegierige Bürgertum von Leipzig, Hamburg und anderen bedeutenden deutschen Städten aus.

## Nachleben
Der deutsche Schriftsteller Hans Jakob Christoffel von Grimmelshausen benutzte für sein Werk Der abenteuerliche Simplicissimus Motive aus den Schriften seines Zeitgenossen Johannes Praetorius. Dieser war zu seiner Lebenszeit berühmt, doch gerieten die meisten seiner Werke bald nach seinem Tod in Vergessenheit. Die stärkste Nachwirkung entfalteten seine Rübezahl-Kompilationen, die späteren Autoren als Quelle dienten und viele Bearbeitungen erfuhren. Neuausgaben anderer Schriften von Praetorius kamen nur vereinzelt bis in die 1720er Jahre heraus. Eine intensivere Auseinandersetzung mit seinem Werk fing erst wieder ab Anfang des 19. Jahrhunderts an. Diese Neuentdeckung seiner literarischen Hinterlassenschaft leisteten u. a. Achim von Arnim, Clemens Brentano und Johann Gustav Gottlieb Büsching, die Praetorius als Gewährmann für die Überlieferung volkstümlicher Glaubensvorstellungen heranzogen. Insbesondere aber stützen sich die Brüder Grimm für ihre Deutschen Sagen auf Praetorius’ Sammlung von Sagen: „Unter den geschriebenen Quellen waren uns die Arbeiten des Johannes Praetorius weit die bedeutendsten.“ Sie schätzten insbesondere seine Sagen aus den Landschaften an Elbe und Saale, aus dem Magdeburgischen und aus der Altmark. Goethe verarbeitete Erzählungen von Praetorius in der Walpurgisnacht -Szene seiner Tragödie Faust.

## Schriften (Auswahl)

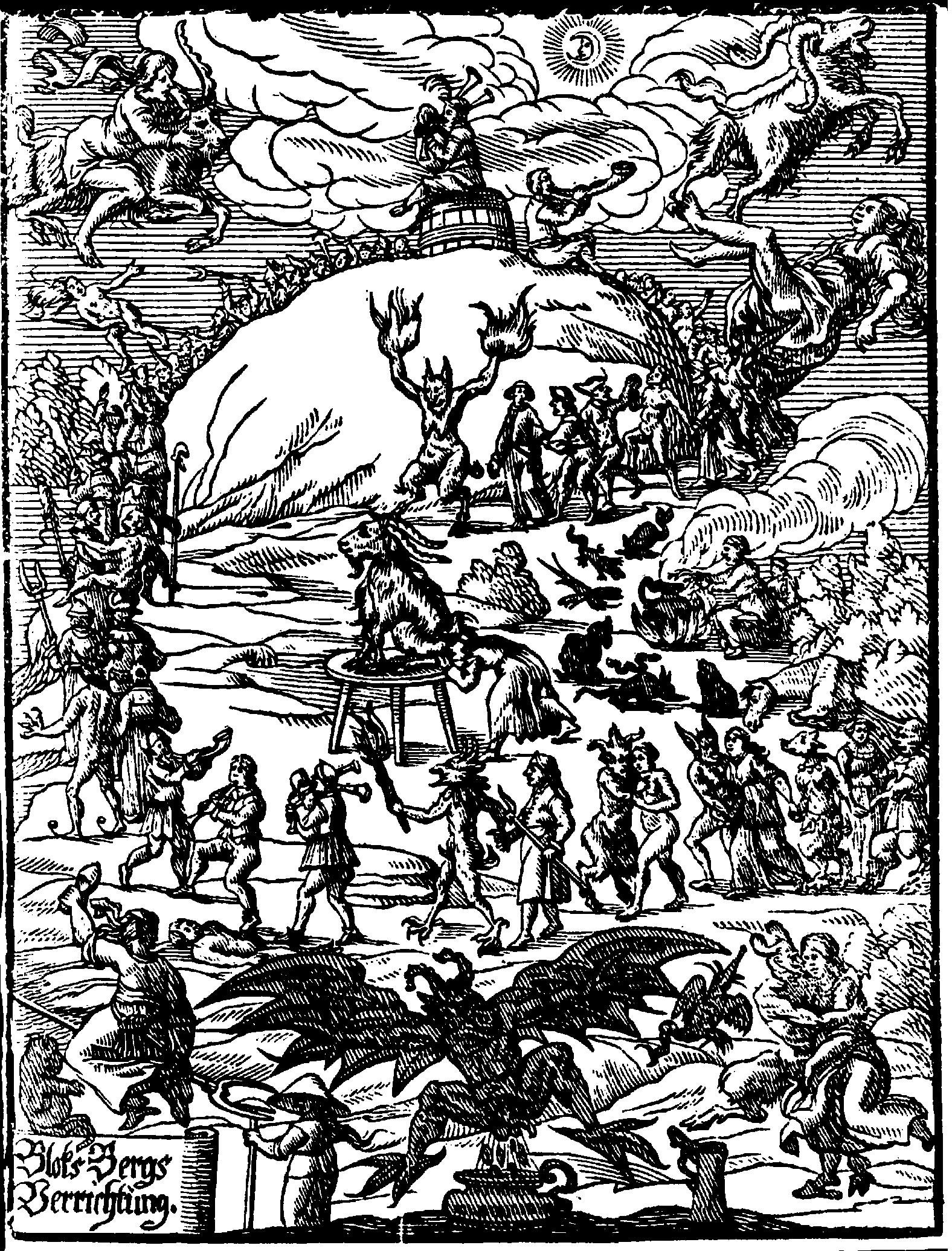
Johannes Praetorius: Bloks Bergs Verrichtung, Leipzig 1668

- Daemonologia Rubinzalii … Ein ausführlicher Bericht von … dem Rübezahl. Leipzig 1662, urn:nbn:de:bvb:12-bsb10132916-9.
- Des Rübezahls ... Und zwar gantz frischer Historischer Theil ...  Drinnen mehr als hundert warhafftige/ und über alle assen possierliche/ oder anmuthige Fratzen/ von dem berüchtigten Gespenste/ kurtzweilig vorgebracht ... Ohler, Leipzig 1662 urn:nbn:de:gbv:32-1-10027435081.
- Philosophia Colus oder Pfy, lose vieh der Weiber. Leipzig 1662, archive.org.
- Catastrophe Muhammetica: Oder das Endliche Valet, und Schändliche Nativität des gantzen und nunmehr vergänglichen Türckischen Reichs: aus ziemlich vielen so wohl geistlichen Prophezeyungen als weltlichen Weissagungen ... an den Tag gegeben. Leipzig 1664, urn:nbn:de:bvb:12-bsb10251968-6.
- Iudiciolum Asteriae oder Der mittägliche Strauss-Stern, so sich im Außgange des 1664. Jahrs nach Christi Geburt, im Monat Decemb. am 3. 4. 5. 12. und 18. gegen Süden früe Morgens, erschrecklich hat sehen lassen … 1664, Digitalisat.
- Turci-Cida oder Der vielfach-vorgeschlagene Türcken-Schläger.  Melchior Göpner, Zwickau 1664, archive.org.
- Des Rübezahls ... und gantz Nagel-neuer Historischer-Theil/ Der jetzund Zu aller erste/ wie ein Junges Küchelein/ aus dem Topffe oder Schalen gekrochen  Oehler, Leipzig 1665, online bei Zeno.org..
- Anthropodemus Plutonicus, das ist, Eine Neue Weltbeschreibung. Magdeburg 1666, urn:nbn:de:bvb:12-bsb10739163-3.
- M. DC. LXVI. Zodiacus Mercurialis das ist: Jährige europaeische Welt-Chronick. So in einem wohl-verfasseten kurtzem Begriffe, alle merckwürdigste Begebenheiten vorbildet, welche sich im verschienenen und zu ruckgelegten 1666sten Wunder-Jahre durch alle und einzälige Reiche deß Erdbodens zugetragen haben. Kunsthändler Johann Hoffmann, Nürnberg 1667, archive.org.
- Blockes-Berges Verrichtung oder ausführlicher geographischer Bericht von den hohen trefflich alt- und berühmten Blockes-Berge: ingleichen von der Hexenfahrt und Zauber-Sabbathe, so auff solchen Berge die Unholden aus gantz Teutschland Jährlich den 1. Maij in Sanct-Walpurgis-Nachte anstellen sollen; Aus vielen Autoribus abgefasset und mit schönen Raritäten angeschmücket sampt zugehörigen Figuren; Nebenst einen Appendice vom Blockes-Berge wie auch des Alten Reinsteins und der Baumans Höle am Hartz. Scheibe, Leipzig; Arnst, Frankfurt am Main 1668, Digitalisat und Volltext im Deutschen Textarchiv.
- Storchs und Schwalben Winter-Qvartier. Frankfurt am Main, Leipzig 1676, urn:nbn:de:bvb:12-bsb10308602-5.
- Philologemata abstrusa de pollice: in quibus singularia animadversa vom Diebes-Daume. Leipzig, J. Ockel / in Sagan, E. Fiebig, 1677 urn:nbn:de:gbv:23-drucke/hr-3369.